# 浦和の調ちゃん
『浦和の調ちゃん』（うらわのうさぎちゃん）は、2015年4月より6月まで、テレビ埼玉ほかにて放送された、日本のテレビアニメ作品。5分枠の短編アニメ。
2018年6月より同タイトルでeBookJapanの「みんなのコミック」にてコミカライズも行われていた。
本稿では、2022年7月から9月まで第2期として放送した『むさしの！』についても併せて紹介する。

## 概要

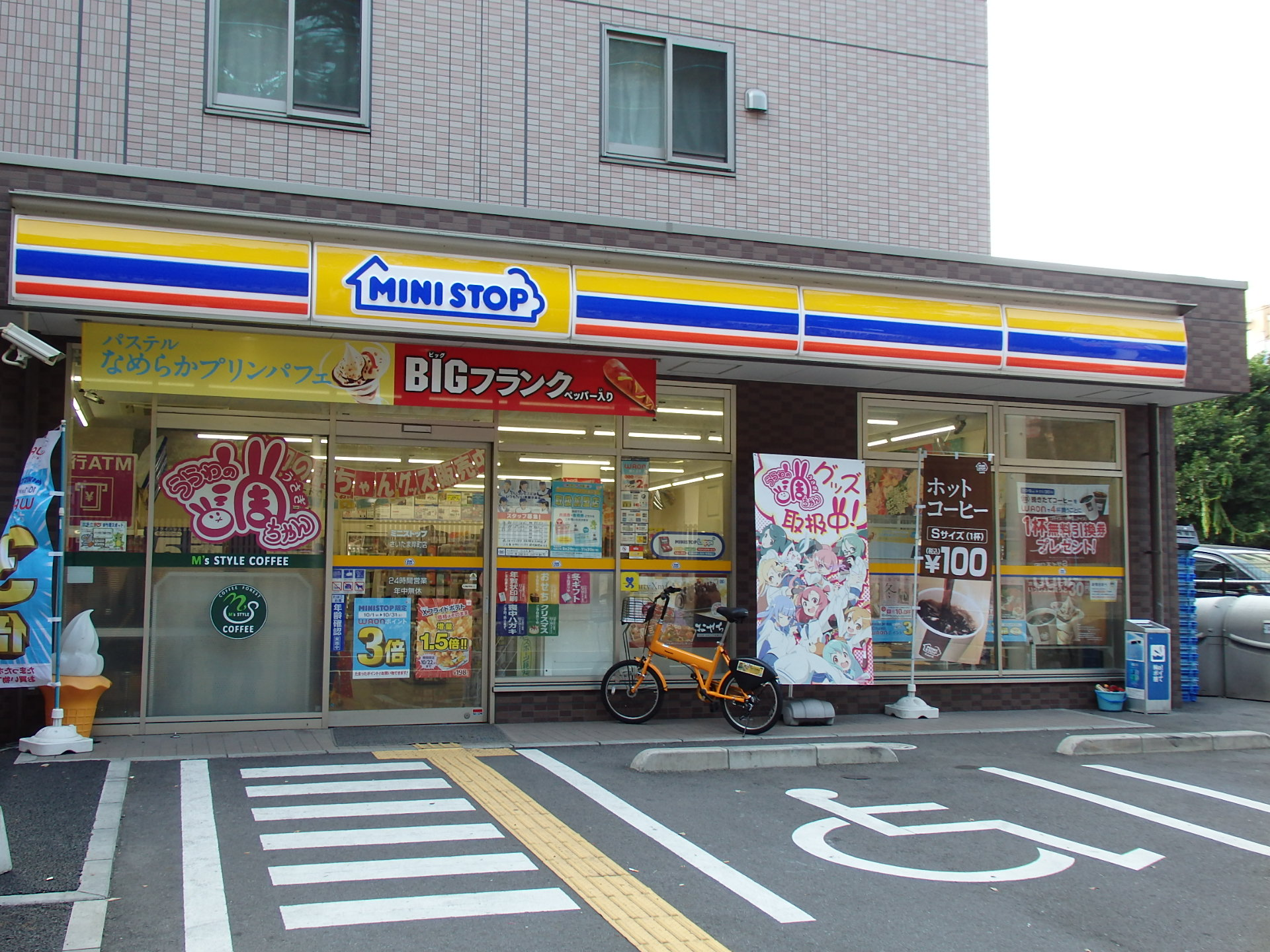
放送終了後も店内全体にキャラクターで装飾された調神社前のコンビニ（2019年5月31日に閉店した）

埼玉県さいたま市浦和地区が舞台で、「浦和の名が付く8つの駅」をモチーフに誕生した、8人の女の子たちが繰り広げる日常の物語。なお「調」は、同市浦和区にある調神社（つきじんじゃ・「つきのみやじんじゃ」の通称で親しまれる）からで、この神社ではウサギが神の遣いとして崇められていることが由来である。
地域活性化につながるビジネスプランを募り、優秀なプランに対し「公益財団法人さいたま市産業創造財団」が支援を行なう『さいたま市ニュービジネス大賞2014』で、コミュニティビジネス賞を受賞し制作された。
2016年には埼玉県警察のテロ防止ポスターに起用された。
2017年7月より第2期として『むさしの！』のタイトルで放送予定であったが、「2017年放送・配信予定」と延期され、さらに「2018年放送予定」へと再延期された。それに合わせて代々木アニメーション学院マンガ科の選抜10名によるコミカライズも数か月間行われていた。後に公式サイトの表記は「2019年放送予定」と変更されたが、年内に放送されることはなく放送未定の状態になり、公式サイトも更新されないままとなっていた。
そして、2022年4月4日になって、「7月より放送開始決定」、6月17日には「7月2日より放送開始」と発表され、当初予定から5年遅れで放送されることとなった。
2019年7月には中国・深圳市で行われた「深圳アニメ祭2019」に招聘作品として出展した。

## キャラクター

### メインキャラクター
※担当声優の全員が埼玉県出身である。
高砂調（たかさご うさぎ）
声 - 瀬戸麻沙美
身長157cm、A型、さいたま市立浦和第三高校2年生の16歳。浦和駅前（浦和区）で生まれ育った元気な女の子。名前は近所にある調神社から付けられた。学校では鉄道部に所属。
名前は駅が所在する地名「高砂」と「調神社（上述）」から。
上木崎常盤（かみきざき ときわ）
声 - 明坂聡美
身長168cm、AB型、浦和第三高校2年生の16歳。北浦和（浦和区）のラーメン屋の娘。鉄道部副部長。
名前は区内の地名「上木崎」と駅近くの地名「常盤」から。なお、常盤はさいたま市役所及びテレ玉の所在地、上木崎は浦和地区にありながら唯一浦和の名前を冠しない与野駅の所在地である。
沼影彩湖（ぬまかげ さいこ）
声 - 大久保瑠美
身長153cm、O型、浦和第三高校2年生の16歳。武蔵浦和（南区）の模型屋の娘。生徒会会長。中二病である。
名前は駅近くの地名「沼影」と荒川の河川敷にある貯水池「彩湖」から。なお、意図してかどうかは公表されていないが、彩湖の髪の毛の色である桜色は、埼京線における武蔵浦和駅のステーションカラーでもある。
別所子鹿（べっしょ こじか）
声 - 久保田未夢
身長160cm、AB型、浦和第三高校1年生の15歳。中浦和（南区）のうなぎ屋の娘。生徒会副会長。
名前は駅近くの地名「別所」と駅が所在する地名「鹿手袋」から。なお、別所は武蔵浦和駅の所在地であり、鹿手袋には私立の保育所「子鹿園」も立地する。意図してかどうかは公表されていないが、子鹿の髪の毛の色であるカナリアイエローは、埼京線における中浦和駅のステーションカラーでもある。
田島桜（たじま さくら）
声 - 大地葉
身長159cm、O型、浦和第三高校1年生の16歳。西浦和（桜区）のそば屋の娘。鉄道部部員。
名前は駅が所在する地名「田島」と「桜区」から。
道祖土緑（さいど みどり）
声 - 東城日沙子
身長158cm、O型、浦和第三高校3年生の18歳。東浦和（緑区）の花屋の娘。鉄道部部長。
名前は区内の地名「道祖土」と「緑区」から。
大谷場南（おおやば みなみ）
声 - 渡部恵子
身長153cm、B型、浦和第三高校1年生の15歳。南浦和（南区）のライブハウス経営者の娘。鉄道部部員だが、掛け持ちで軽音部員もしている。
名前は駅近くの地名「大谷場」と駅が所在する地名「南浦和」から。
三室美園（みむろ みその）
声 - 田村奈央
身長130cm、B型、浦和第三高校3年生の17歳。浦和美園駅（緑区）近くの「三室商店街」のアイドル的存在。風紀委員長。極度の方向音痴。
名前は区内の地名「三室」と駅が所在する地名「美園」から。

### その他のキャラクター
調の父
声 - 関幸司
声のみで登場(第1話)。調が高校に登校する際に、一言声を掛けている。
新開（しびらき）
名前のみで登場(第7話)。浦和第三高校の教師で、鉄道部顧問。職員室でのあだ名は、「お見合い百戦錬磨」。
名前は荒川に近い桜区の地名「新開」から。なお、新開はテレ玉のメイン送信所である平野原送信所（テレ玉における正式名称は「テレビ埼玉・浦和テレビ送信所」。通称は『新開タワー』）の所在地でもある。
中山道次郎（なかせんどう じろう）
声 - 関幸司
鉄道部と生徒会が出場したクイズ番組の司会者(第8話・第9話)。
名前は浦和地区を南北に貫く国道17号の別称である「中山道」から。
車掌
声 - 関幸司
声のみで登場(第11話)。調たちが乗った列車で車内アナウンスをする。当初、埼玉県知事(当時)の上田清司がゲスト声優として出演する予定だったが、放送時期が県知事選挙の告示・運動期間に入る可能性があったために見合わせとなった。

### 『むさしの!』からの登場キャラクター
荒神東（あらがみ あずま）
声 - 黒沢ともよ
聖(セイント)大宮女学院高校3年。鉄道部部長。
名前は見沼区内の「笹丸荒神社」と東大宮駅が所在する地名「東大宮」から。
桜木錦（さくらぎ にしき）
声 - 千本木彩花
聖大宮女学院高校2年。鉄道部部員でエース的存在。調とは幼馴染。
名前は大宮区の大宮駅周辺の地名「桜木町」と駅が所在する地名「錦町」から。
寿能栽子（じゅのう さいこ）
声 - 富田美憂
聖大宮女学院高校1年。鉄道部部員。盆栽組合の組合長と同じ苗字であり、関連が疑われている。
名前は大宮公園駅が所在する大宮区の地名「寿能町」と大宮公園駅周辺の北区の地名「盆栽町」から。
清河寺栄（せいがんじ さかえ）
声 - 中野さいま
聖大宮女学院高校1年。鉄道部部員。
名前は西区の西大宮駅付近の地名「清河寺」と西大宮駅付近にある「埼玉栄中学・高校」から。
一ノ宮四恩（いちのみや しおん）
声 - 廣瀬千夏
聖大宮女学院高校2年。鉄道部部員。訛りがとても強い。
名前は大宮区の北大宮駅付近にある「武蔵一宮氷川神社」と「四恩寺」から。

## スタッフ
- 監督 - イシバシミツユキ（第1期）、中野奏人（第2期）
- シリーズ構成・脚本 - 花村悠一郎（harappa）（第1期）、ジャイロナックル（第2期）
- 絵コンテ - ガリレオ（第1期）
- キャラクター原案 - NOB-C
- アニメーションキャラクター設定 - 松島慎太郎（第1期）
- 音楽 - 諸橋邦行
- 音響監督 - 郷文裕貴（第1期）
- 音響製作 - グルーヴ（第1期）、JVCケンウッド・ビクターエンタテインメント（第2期）
- エグセクティヴ・プロデューサー - 鹿島台（第1期）
- 企画プロデュース - 三澤友貴（harappa）（第1期）
- プロデューサー - 高橋英彦（テレ玉）（第1期）
- 制作プロデューサー - 山浦貴法（第1期）
- 制作プロダクション - harappa（第1期）
- 制作協力 - HANGAR-18（第1期）
- アニメーション制作 - A-Real（第1期）、AlcedoAlcy（第2期）
- 製作著作 - 浦和の調ちゃん製作委員会（第1期）、むさしの！製作委員会（第2期）

第2期
- 原作 - harappa
- 脚本協力 - 桑野一弘
- 総作画監督 - 岡昭彦
- 色彩設計 - 中村里沙
- 音響制作協力 - エルアンドエル・ビクターエンタテインメント
- アニメーション制作協力 - A-Real

## 主題歌
エンディングテーマ「URAWAがとまらない」（第1期）
作詞 - 三澤友貴 / 作曲 - 諸橋邦行
歌 - 浦和第三高等学校 有志一同（瀬戸麻沙美、明坂聡美、大久保瑠美、久保田未夢、大地葉、東城日沙子、渡部恵子、田村奈央）
エンディングテーマ「うさぎちゃん体操」（第2期）

## 各話リスト
| 話数                | サブタイトル                                      | 作画監督        |
| ------------------- | ------------------------------------------------- | --------------- |
| 第1話               | 浦和の日常 その1 今日もいい日でありますように     | 八角彩香        |
| 第2話               | 浦和の日常 その2 部活へ行こう！                   | 岡昭彦          |
| 第3話               | 浦和の日常 その3 風、語りかける今日この頃         | 岡昭彦 八角彩香 |
| 第4話               | 浦和の日常 その4 浦和の暴走天使 沼影 彩湖登場！   | 八角彩香        |
| 第5話               | 浦和の日常 その5 人生は迷いの連続である           | 岡昭彦          |
| 第6話               | 浦和の日常 その6 ニンジャガール・アイデンティティ | 岡昭彦          |
| 第7話               | 浦和の日常 その7 お見合いの時期は突然に           | 八角彩香        |
| 第8話               | 浦和の日常 その8 激突！生徒会 VS 鉄道部 その壱    | 岡昭彦          |
| 第9話               | 浦和の日常 その9 決戦！クイズサイタマニア         | 八角彩香        |
| 第10話              | 浦和の日常 その10 ロッカーは大事に使いましょう    | 岡昭彦          |
| 第11話              | 浦和の日常 その11 突っ込んだら、そこで負け！      | 岡昭彦          |
| 第12話              | 浦和の日常 その12 明日もいい日になりますように    | 岡昭彦          |
| 第13話 （未放送）   | 浦和の日常 その13 夏の日と、部活と、友達と        | 岡昭彦          |
| 第2期『むさしの！』 |                                                   |                 |
| 第1話               | 海水浴                                            | -               |
| 第2話               | 廃部騒動                                          | -               |
| 第3話               | 祝勝祈願                                          | -               |
| 第4話               | 大宮回顧編                                        | -               |
| 第5話               | 壮行会                                            | -               |
| 第6話               | 番外宇宙編                                        | -               |
| 第7話               | 甲子園決戦1                                       | -               |
| 第8話               | 甲子園決戦2                                       | -               |
| 第9話               | 甲子園決戦3                                       | -               |
| 第10話              | 甲子園決戦4                                       | -               |
| 第11話              | 甲子園決戦5                                       | -               |
| 第12話              | エンディング                                      | -               |

## 放送局
| 放送期間                | 放送時間                     | 放送局  | 対象地域 | 備考             |
| ----------------------- | ---------------------------- | ------- | -------- | ---------------- |
| 2015年4月10日 - 6月26日 | 金曜 1:35 - 1:40（木曜深夜） | テレ玉  | 埼玉県   | リピート放送あり |
| 2015年4月13日 - 6月29日 | 月曜 19:55 - 20:00           | KBS京都 | 京都府   |                  |

| 放送期間                | 放送時間                   | 放送局             | 備考                                             |
| ----------------------- | -------------------------- | ------------------ | ------------------------------------------------ |
| 2015年4月10日 - 6月26日 | 金曜 1:40 更新（木曜深夜） | ニコニコチャンネル | 第1話無料、第2話以降有料。                       |
|                         | 金曜 2:00 更新（木曜深夜） | GYAO!              | 第1話無料、第2話以降有料。                       |
|                         | 金曜 12:00 更新            | dアニメストア      | 第1話無料配信 / 見放題サービス利用者は全話見放題 |
|                         |                            | バンダイチャンネル | 第1話無料、第2話以降有料。有料会員は全話見放題。 |
| 2015年4月 -             |                            | テレ玉オンデマンド | スマートフォンのみ対応で、PCでは閲覧不可。       |
| 2016年7月 -             | 木曜更新                   | AniChan            | YouTube上                                        |

## 映像ソフト
2015年10月16日にテレ玉よりBlu-ray Disc（UCSB-0001）およびDVD（UCSV-0001）が発売された。それぞれ、特典として未放送1話が収録される。